# MLS Cup
Der MLS Cup ist das Finalspiel der US-amerikanischen Fußballliga Major League Soccer. Der Sieger des MLS Cups ist Meister und qualifiziert sich zusammen mit dem Sieger des MLS Supporters’ Shield für die CONCACAF Champions League.
Als Trophäe wird dem Sieger die Philip F. Anschutz Trophy überreicht, die nach einem der größten Förderer der MLS benannt ist. Bis 2007 wurde die Alan I. Rothenberg Trophy verliehen, die nach dem Gründungsvorsitzenden der MLS benannt war. Der Sieger des MLS Cups darf in der folgenden Saison den Scudetto tragen. Der Scudetto zeigt in Anlehnung an die italienische Serie A die gewonnene Trophäe und einen Meisterstern. 
Der Austragungsort wird in der Regel ein bis zwei Jahre im Voraus bestimmt. Fünfmal wurde der MLS Cup im Stadion eines der Finalteilnehmer ausgetragen.

## Die Endspiele
| Saison | Meister              | Finalist               | Ergebnis      | Stadion                    | Stadt       | Zuschauer |
| ------ | -------------------- | ---------------------- | ------------- | -------------------------- | ----------- | --------- |
| 1996   | D.C. United          | LA Galaxy              | 3:2 n. V.     | Foxboro Stadium            | Foxborough  | 34.643    |
| 1997   | D.C. United          | Colorado Rapids        | 2:1           | RFK Stadium                | Washington  | 57.431*   |
| 1998   | Chicago Fire         | D.C. United            | 2:0           | Rose Bowl Stadium          | Pasadena    | 51.350    |
| 1999   | D.C. United          | LA Galaxy              | 2:0           | Foxboro Stadium            | Foxborough  | 44.910    |
| 2000   | Kansas City Wizards  | Chicago Fire           | 1:0           | RFK Stadium                | Washington  | 39.159    |
| 2001   | San José Earthquakes | LA Galaxy              | 2:1 n. V.     | Columbus Crew Stadium      | Columbus    | 21.626    |
| 2002   | LA Galaxy            | New England Revolution | 1:0 n. V.     | Gillette Stadium           | Foxborough  | 61.316    |
| 2003   | San José Earthquakes | Chicago Fire           | 4:2           | Home Depot Center          | Carson      | 27.000*   |
| 2004   | D.C. United          | Kansas City Wizards    | 3:2           | Home Depot Center          | Carson      | 25.797*   |
| 2005   | LA Galaxy            | New England Revolution | 1:0 n. V.     | Pizza Hut Park             | Frisco      | 21.193*   |
| 2006   | Houston Dynamo       | New England Revolution | 1:1/4:3 i. E. | Pizza Hut Park             | Frisco      | 22.427*   |
| 2007   | Houston Dynamo       | New England Revolution | 2:1           | RFK Stadium                | Washington  | 39.859    |
| 2008   | Columbus Crew        | New York Red Bulls     | 3:1           | Home Depot Center          | Carson      | 27.000*   |
| 2009   | Real Salt Lake       | LA Galaxy              | 1:1/5:4 i. E. | Qwest Field                | Seattle     | 46.011    |
| 2010   | Colorado Rapids      | FC Dallas              | 2:1 n. V.     | BMO Field                  | Toronto     | 21.700*   |
| 2011   | LA Galaxy            | Houston Dynamo         | 1:0           | Home Depot Center          | Carson      | 30.281*   |
| 2012   | LA Galaxy            | Houston Dynamo         | 3:1           | Home Depot Center          | Carson      | 30.510*   |
| 2013   | Sporting Kansas City | Real Salt Lake         | 1:1/7:6 i. E. | Sporting Park              | Kansas City | 21.650    |
| 2014   | LA Galaxy            | New England Revolution | 2:1           | StubHub Center             | Carson      | 27.000*   |
| 2015   | Portland Timbers     | Columbus Crew          | 2:1           | Mapfre Stadium             | Columbus    | 21.747    |
| 2016   | Seattle Sounders     | Toronto FC             | 0:0/5:4 i. E. | BMO Field                  | Toronto     | 36.045    |
| 2017   | Toronto FC           | Seattle Sounders       | 2:0           | BMO Field                  | Toronto     | 30.584    |
| 2018   | Atlanta United       | Portland Timbers       | 2:0           | Mercedes-Benz Stadium      | Atlanta     | 73.019*   |
| 2019   | Seattle Sounders     | Toronto FC             | 3:1           | CenturyLink Field          | Seattle     | 69.274*   |
| 2020   | Columbus Crew        | Seattle Sounders       | 3:0           | Mapfre Stadium             | Columbus    | 1.500     |
| 2021   | New York City FC     | Portland Timbers       | 1:1/4:2 i. E. | Providence Park            | Portland    | 25.218*   |
| 2022   | Los Angeles FC       | Philadelphia Union     | 3:3/3:0 i. E. | Banc of California Stadium | Los Angeles | 22.384    |
| 2023   | Columbus Crew        | Los Angeles FC         | 2:1           | Lower.com Field            | Columbus    | 20.802    |
| 2024   | LA Galaxy            | New York Red Bulls     | 2:1           | Dignity Health Sports Park | Carson      | 26.812    |

* ausverkauft

## Most Valuable Player
Nach dem Spiel wird der beste Spieler mit dem MLS Cup MVP-Award geehrt. Die bisherigen Titelträger:
| Saison | Spieler                    | Team                 |
| ------ | -------------------------- | -------------------- |
| 1996   | Marco Etcheverry           | D.C. United          |
| 1997   | Jaime Moreno               | D.C. United          |
| 1998   | Piotr Nowak                | Chicago Fire         |
| 1999   | Ben Olsen                  | D.C. United          |
| 2000   | Tony Meola                 | Kansas City Wizards  |
| 2001   | Dwayne De Rosario          | San José Earthquakes |
| 2002   | Carlos Ruiz                | LA Galaxy            |
| 2003   | Landon Donovan             | San José Earthquakes |
| 2004   | Alecko Eskandarian         | D.C. United          |
| 2005   | Guillermo Ramírez          | LA Galaxy            |
| 2006   | Brian Ching                | Houston Dynamo       |
| 2007   | Dwayne De Rosario          | Houston Dynamo       |
| 2008   | Guillermo Barros Schelotto | Columbus Crew        |
| 2009   | Nick Rimando               | Real Salt Lake       |
| 2010   | Conor Casey                | Colorado Rapids      |
| 2011   | Landon Donovan             | LA Galaxy            |
| 2012   | Omar González              | LA Galaxy            |
| 2013   | Aurélien Collin            | Sporting Kansas City |
| 2014   | Robbie Keane               | LA Galaxy            |
| 2015   | Diego Valeri               | Portland Timbers     |
| 2016   | Stefan Frei                | Seattle Sounders     |
| 2017   | Jozy Altidore              | Toronto FC           |
| 2018   | Josef Martinez             | Atlanta United       |
| 2019   | Víctor Rodríguez           | Seattle Sounders     |
| 2020   | Lucas Zelarayán            | Columbus Crew        |
| 2021   | Sean Johnson               | New York City FC     |
| 2022   | John McCarthy              | Los Angeles FC       |
| 2023   | Cucho Hernández            | Columbus Crew        |
| 2024   | Gastón Brugman             | LA Galaxy            |

## Erfolgreichste Mannschaften
| Mannschaft             | Siege | Niederlagen |
| ---------------------- | ----- | ----------- |
| LA Galaxy              | 6     | 4           |
| D.C. United            | 4     | 1           |
| Columbus Crew          | 3     | 1           |
| Houston Dynamo         | 2     | 2           |
| Seattle Sounders       | 2     | 2           |
| Sporting Kansas City   | 2     | 1           |
| San José Earthquakes   | 2     | 0           |
| Chicago Fire           | 1     | 2           |
| FC Toronto             | 1     | 2           |
| Portland Timbers       | 1     | 2           |
| Colorado Rapids        | 1     | 1           |
| Real Salt Lake         | 1     | 1           |
| Los Angeles FC         | 1     | 1           |
| Atlanta United         | 1     | 0           |
| New York City FC       | 1     | 0           |
| New England Revolution | 0     | 5           |
| New York Red Bulls     | 0     | 2           |
| FC Dallas              | 0     | 1           |
| Philadelphia Union     | 0     | 1           |

## Trivia
- Die LA Galaxy ist mit sechs MLS-Cup-Siegen Rekordmeister der Major League Soccer.
- D.C. United, Houston Dynamo und LA Galaxy sind die drei Franchises, die den MLS Cup erfolgreich verteidigen konnten.
- D.C. United, Chicago Fire und Houston Dynamo sind die einzigen Franchises, die in ihrer ersten MLS-Saison die Meisterschaft gewannen.
- Die LA Galaxy ist mit neun Endspielteilnahmen Rekordteilnehmer.
- Zwischen 1996 und 1999 nahm D.C. United viermal in Folge am MLS Cup teil, bis heute ein Rekord.
- New England Revolution ist das einzige Franchise, das drei MLS Cups hintereinander verlor.
- Sechs Teams konnten sowohl den MLS Cup als auch das MLS Supporters’ Shield in derselben Saison gewinnen:
  - zwei Mal: D.C. United (1997, 1999), LA Galaxy (2002, 2011)
  - ein Mal: Kansas City Wizards (2000), Columbus Crew (2008), Toronto FC (2017), Los Angeles FC (2022).
- Drei Teams gewannen das Double aus Meisterschaft und Pokal: D.C. United (1996), Chicago Fire (1998) und LA Galaxy (2005).
- D.C. United und Chicago Fire sind die einzigen Franchises, die alle Spiele der Play-off-Runde gewinnen konnten.
- Die Kansas City Wizards wurden 2000 trotz zwei Niederlagen in den Play-offs Meister.
- Die LA Galaxy (2005) und Real Salt Lake (2009) gewannen den MLS Cup mit der schlechtesten Regular-Season-Bilanz aller Play-off-Teilnehmer.
- Die LA Galaxy halten den Rekord für zehn Play-off-Teilnahmen in Folge. Die Serie riss in der Saison 2006.
- Die LA Galaxy, D.C. United, Portland Timbers und der Toronto FC sind die einzigen MLS-Cup-Sieger, die in der Folgesaison die Play-offs verpassten.